# Могутній Джо Янг (фільм, 1998)
«Могутній Джо Янг» (англ. Mighty Joe Young) — американський пригодницький фільм 1998 року режисера Рона Андервуда. Стрічка є перезапуском однойменного чорно-білого фільму 1959 року. У головних ролях знялися Білл Пекстон і Шарліз Терон.

## Сюжет
Джилл дитиною стала свідком смерті своєї матері і матері немовляти горили від рук браконьєрів на чолі з Андрієм Штрассером; при цьому браконьєр втрачає вказівний палець. Дванадцять років потому Джилл виростила Джо (через його розміри інші горили його не прийняли), і обидва живуть у дикому світі, поки директор заповідника Грегг О'Хара не переконує Джилл, що вони будуть у більшій безпеці від браконьєрів, якщо переїдуть в Сполучені Штати.
Пара їде в Голлівуд і завойовує серця персоналу. Там Джилл помічає Штрассер, який бачив репортаж про Джо і хоче помститися за свій втрачений палець. Джилл не впізнає Штрассера. Штрассер намагається переконати Джилл, що Джо буде краще в його заповіднику в Африці. Пізніше, під час званого вечора, ставленик Штрассера використовує браконьєрів, щоб розлютити Джо. Джо розносить званий вечір і намагається напасти на Штрассера. Джо приспали і помістили в бетонний бункер. Перед відходом Грегг закохується в Джилл і цілує її на прощання.
Коли Джилл дізнається, що Джо може бути убитий, вона вирішує прийняти пропозицію Штрассера. Вони контрабандою провозять Джо у вантажівці по дорозі в аеропорт. Джилл помічає, що у Штрассера бракує пальця. Він дає їй зрозуміти, що він браконьєр, який убив її матір і мати Джо. Вона бореться зі Штрассером і його підручним, потім стрибає з машини. Джо бачить її, перекидає вантажівку на бік і тікає.
Тим часом Грегг теж спізнає браконьєра і йде за Джо і Джилл. Джо з'являється на фестивалі, де сіє хаос. Штрассер приходить і намагається застрелити Джилл, починається пожежа, від якої ламається колесо огляду. Джо спізнає Штрассера, і рятуючи Джил, кидає його на електричні дроти, де той гине. Джо рятує дитину, впавши разом з нею з колеса огляду. Джо переживає падіння і вирушає назад до Африки, щоб жити у своєму власному притулку. Грегг і Джилл туляться один до одного в пристрасних обіймах.

## У ролях
| Актор              | Роль                    |
| ------------------ | ----------------------- |
| Шарліз Терон       | Джилл Янг               |
| Білл Пекстон       | професор Грегорі О'Хара |
| Раде Шербеджія     | Андрій Штрассер         |
| Пітер Фірт         | Гарт                    |
| Девід Пеймер       | Гаррі Рубін             |
| Реджина Кінг       | Сесилія Бенкс           |
| Роберт Віздом      | Квелі                   |
| Невін Ендрюс       | Пінді                   |
| Лоуренс Прессман   | доктор Еліотт Бейкер    |
| Лінда Перл         | доктор Рут Янг          |
| Міка Бурем         | Джилл Янг (в дитинстві) |
| Джеффрі Блейк      | Верн                    |
| Крістіан Клеменсон | Джек                    |
| Корі Бак           | Джейсон                 |
| Верн Троєр         | Джо                     |